# Larry Hovis
Larry Hovis, né le 20 février 1936 à Wapato (Washington) et mort le 9 septembre 2003 à San Marcos (Texas), est un acteur et scénariste américain, surtout connu pour son rôle de prisonnier de guerre dans la série télévisée Papa Schultz (Hogan's Heroes).

## Biographie
Né dans l'État de Washington, Larry Hovis déménage pour Houston, au Texas, alors qu'il est enfant. Chanteur à ses débuts, il devient ensuite acteur de théâtre avant de s'installer en 1963 en Californie.
En 1965, il est retenu dans la série télévisée Papa Schultz pour le rôle du Sergent Andrew Carter, un expert en explosifs d'origine sioux, faisant effectivement partie de la communauté indienne Yakima.
En 1966, pendant le tournage des épisodes de Papa Schultz, il écrit le scénario d'un film (Out of Sight) et d'une série télévisée (Rowan and Martin's Laugh-In). Quand la série télévisée qui l'a rendu célèbre s'arrête en 1971, Hovis apparaît dans plusieurs shows télévisés.
Larry Hovis meurt le 9 septembre 2003 d'un cancer.